# Adept (groupe)
Pour les articles homonymes, voir Adept.
Adept est un groupe de post-hardcore suédois, originaire de Trosa.

## Biographie
Adept est formé en 2004 et comprend Robert Ljung (chant), Gustav Lithammer (guitare électrique) et Filip Brandelius (basse). La première année, ils auto-produisent leur première démo, Hopeless Illusions. En 2006, ils publient leur EP, When the Sun Gave Up the Sky, accompagné d'un autre EP la même année, The Rose Will Decay. Le groupe se popularise puis signe au label Panic and Action.

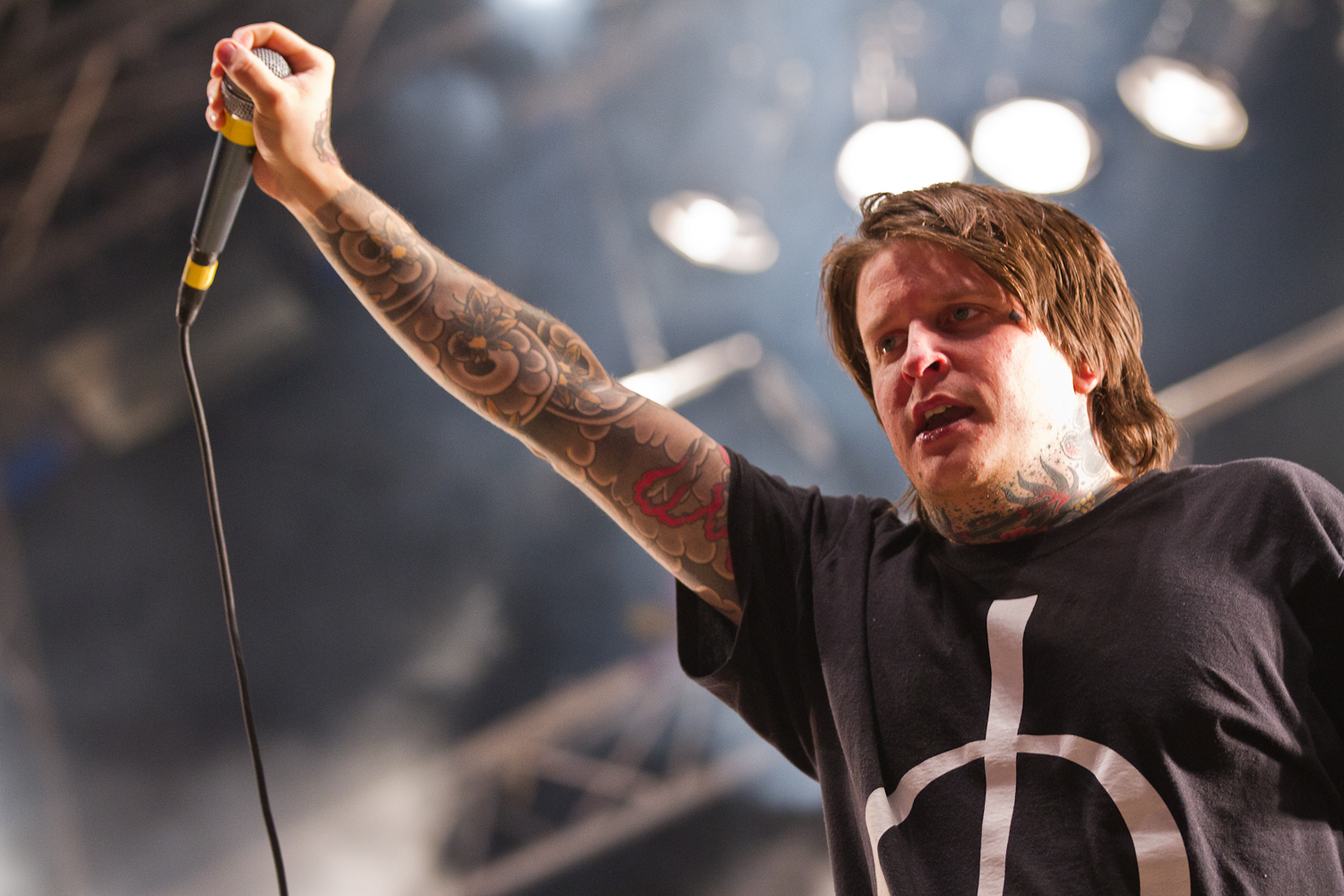
Le chanteur Robert Ljung, en 2013.

Le 4 février 2009, Adept publie son premier album studio, Another Year of Disaster. En 2010, Adept tourne en Allemagne avec le groupe Her Bright Skies (aussi signé chez Panic and Action), jouant dans six villes : Hambourg, Berlin, Osnabrück, Munich, Stuttgart et Cologne. En août 2010, Adept se lance dans une suite de Another Year of Disaster.Ils collaborent avec Fredrik Nordström, producteur qui a, lui-même, collaboré avec des groupes reconnus comme In Flames, Bring Me the Horizon et At the Gates. Le 11 mars 2011, ils publient leur deuxième album, Death Dealers, qui voit leur style basculer du post-hardcore au metalcore. Ils tournent en Europe pour la première fois cette année, d'abord en Suède puis en France, Russie, Finlande, Norvège, Finlande, la République tchèque, Danemark, la Hongrie et l'Italie. En mai, ils jouent quelques concerts en Allemagne avec As Blood Runs Black, Caliban et For Today, puis prévoient quelques dates en Autriche et apparait en ouverture pour August Burns Red. Adept publie son troisième album, Silence the World à la fin de 2013, et tourne en son soutien en Europe.
Le 14 novembre 2014, Adept annonce sur Facebook un nouvel album, Sleepless pour 2015, et une apparition à l'Impericon Festival, en Europe en avril et mai. Cependant, ils sont forcés de réenregistrer tout l'album à cause de problèmes contractuels, et finissent par signer avec Napalm Records en novembre 2015. Sleepless est publié le 19 février 2016. En octobre 2016, après quelques shows en Asie, le groupe annonce le départ du guitariste Jerry et du batteur Gabriel.

## Discographie

### Albums studio
- 2009 : Another Year of Disaster
- 2011 : Death Dealers
- 2013 : Silence the World
- 2016 : Sleepless

### EP
- 2004 : Hopeless Illusions
- 2005 : When the Sun Gave Up the Sky
- 2006 : The Rose Will Decay
- 2009 : Shark! Shark! Shark